# Memorial Stadium (Bristol)
Memorial Stadium er et fodboldstadion i Bristol i England, der er hjemmebane for League Two-klubben Bristol Rovers. Stadionet har plads til 12.000 tilskuere, og blev indviet den 24. september 1921.